# Georgia Wine & Spirits
Georgian Wines & Spirits (GWS) ist eine privatisierte Weinkellerei in Telawi, Region Kachetien, Georgien.

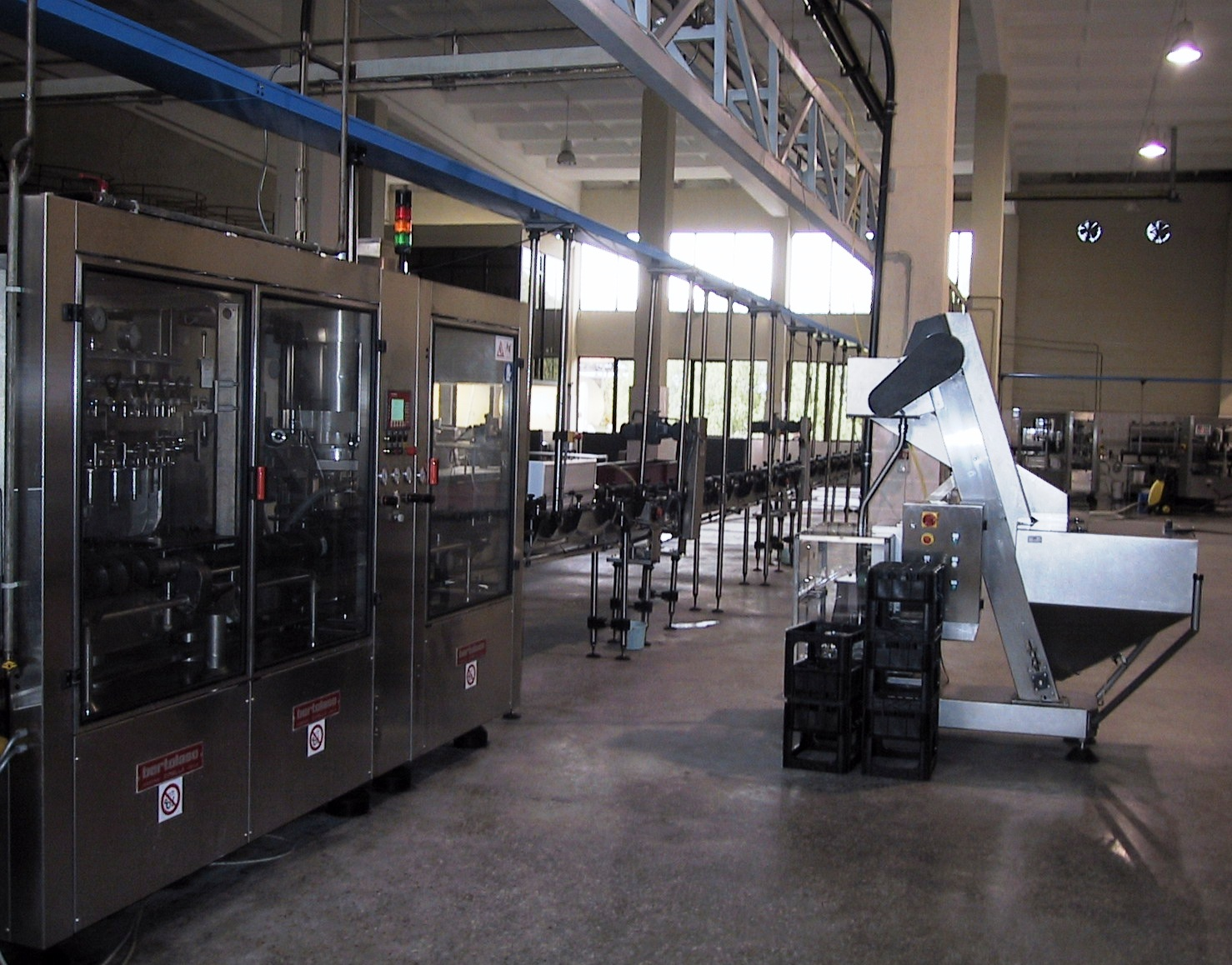
Weinabfüllung bei GWS

Der französischen Konzern Pernod-Ricard hat 1993 die Mehrheit der GWS erworben und gibt seitdem die Richtung an. Ihm gehören 51 % der Aktien, 49 % gehören dem georgischen Geschäftsmann Lewan Gatschetschiladse. Um europäischen Standards zu genügen und Fälschungen vorzubeugen, importiert der Betrieb alle Packmittel aus dem Ausland. Die Flaschen aus Frankreich, die Korken aus Portugal und aus Italien die Etiketten und Kapseln mit dem Markenzeichen, einem springenden Pferd mit geflügeltem Reiter.

## Önologische Methoden

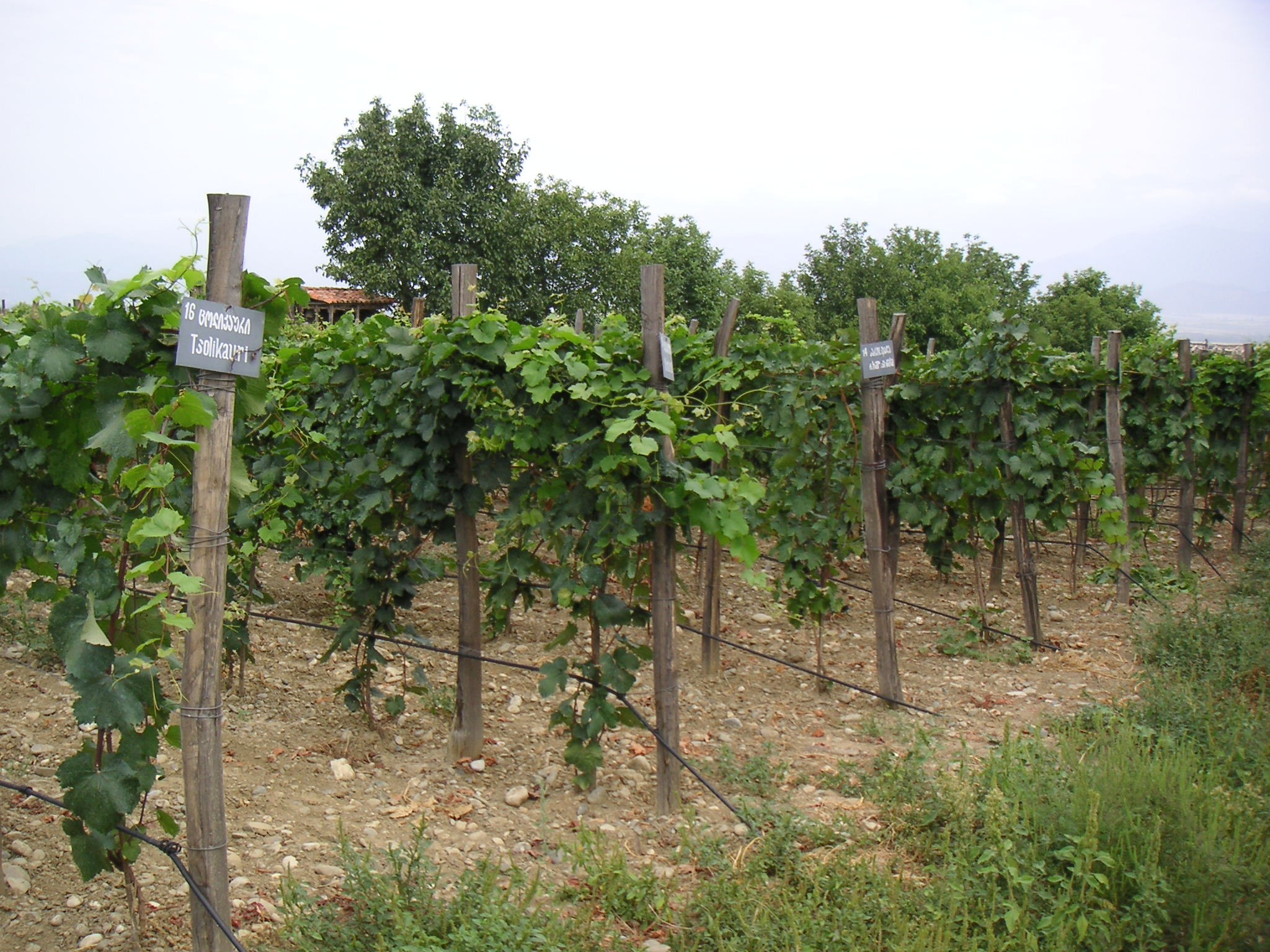
Versuchsweinberge

Neben dem Weinausbau in originalen Barriques kommen auch getoastete Holzchips als preiswerte Methode zum Einsatz. Die Weißweine liegen teilweise sehr lange auf der Hefe (Sur-lie-Verfahren) und geben dem Endprodukt so eine feine, kraftvolle Struktur. Der Chefönologe setzt für den Export überwiegend auf internationale Sorten, will aber im Laufe der Zeit die alten georgischen Rebsorten international bekannt machen. GWS hat eigene Versuchsweinberge. Die Abfüllanlage stammt aus Deutschland, wie auch die Weinfilter.

## Marktposition
Seit ihrer Übernahme hat sich die GWS an die Spitze der georgischen Weinproduzenten gesetzt. Neunzig Prozent der 4 Millionen Liter Jahresproduktion gehen in den Export. Die Investitionen in die Zukunft rechnen sich hier.

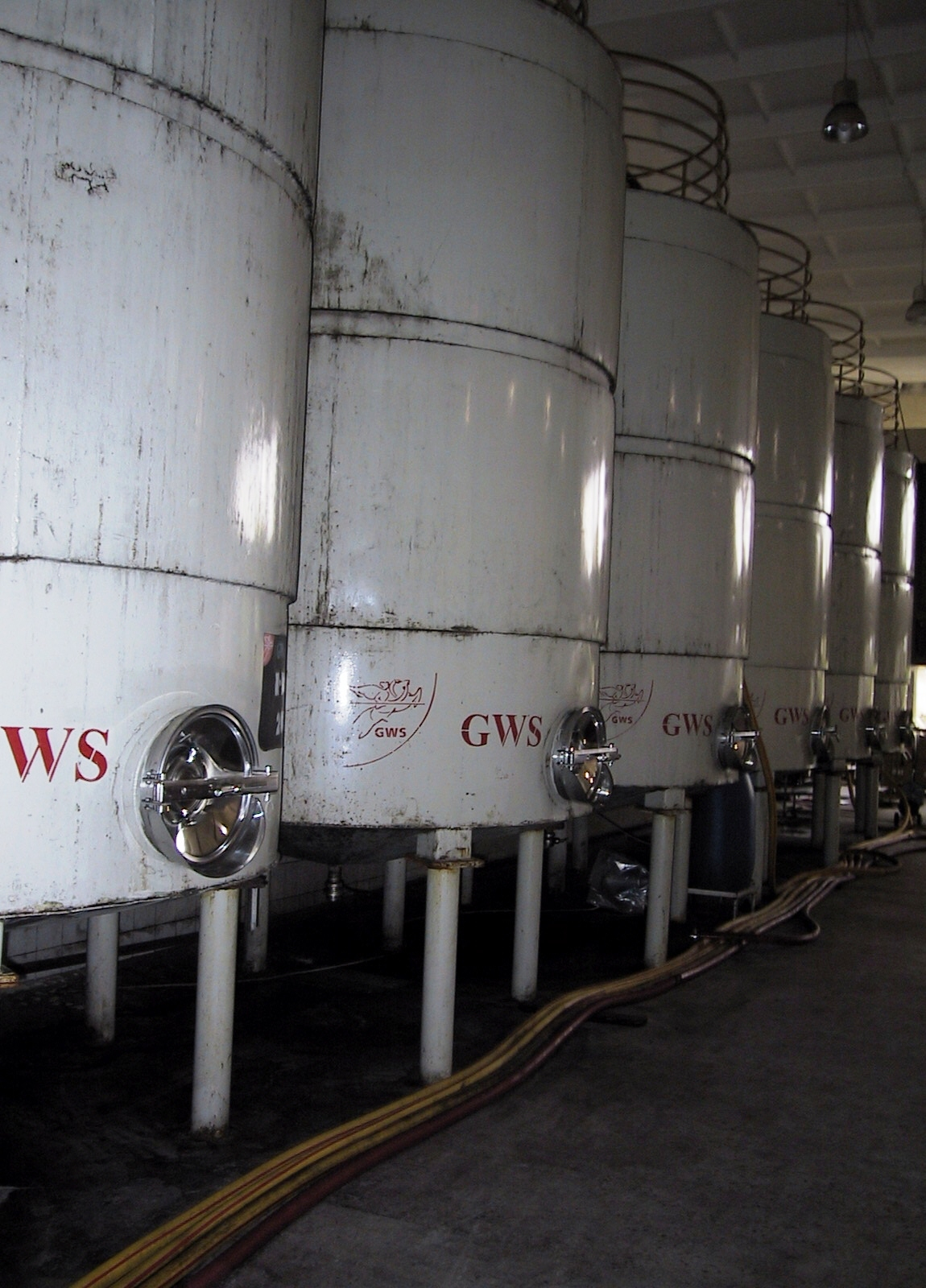
Keller der GWS

Zu einem Preis von ca. acht Dollar, der Exportrubel wird nicht gerne angenommen, werden die Weine vorwiegend (60 %) nach Russland exportiert. GWS produziert noch ca. 50.000 Flaschen Schaumwein pro Jahr für den georgischen und russischen Markt.
Seit 2005 befindet sich die GWS in einer Umstrukturierung, insbesondere was das Marketing anbelangt. Wie alle Kellereien will man wachsen und nach Deutschland exportieren.

## Betriebsleitung
Direktor und Chefönologe ist Lado Usunaschwili. Für die Qualitätskontrolle ist Giorgi Tewsadse, zuständig. Er arbeitete früher in Australien als Flying Winemaker.